# Homo oeconomicus institutionalis
Der Homo oeconomicus institutionalis [ˈhɔmoː ɔe̯kɔˈnɔmɪkʊs] (lateinisch hŏmō oeconomicus ‚Wirtschaftsmensch‘) ist ein theoretisches Modell aus der Institutionenökonomik und Verhaltensökonomik. Weil das Rationalitätspostulat des Homo Oeconomicus vielfach als unrealistisch kritisiert wurde und in der Verhaltensökonomik vielfach Ergebnisse beobachtet wurden, die signifikant vom Homo Oeconomicus abwichen, kam es zur Entwicklung des Homo oeconomicus institutionalis. Beim Homo oeconomicus institutionalis werden zusätzliche handlungsdeterminierende Aspekte miteinbezogen. Wesentliche Aspekte, die miteinbezogen werden, sind neben kognitiven Grenzen verschiedene Präferenzen und der institutionelle Rahmen. Als handlungsdeterminierende Aspekte wird zusätzlich situativ-nutzenmaximierendes, rational-regelgebundenes, habituelles und emotional-instinktives Verhalten betrachtet.
Für politische Entscheidungsprobleme kann das Modell des Homo oeconomicus institutionalis in Form einer Stufenheuristik herangezogen werden (Institutionenanalyse). Auf jeder Stufe soll empirisch überprüft werden, ob in Hinblick auf das Entscheidungsproblem das Modell des Homo oeconomicus institutionalis modifiziert werden sollte oder nicht. Bei dieser Stufenheuristik stellt sich die Frage, welche handlungsdeterminierenden Faktoren für die Anreiz- und Hemmnissituation des jeweiligen Akteurs entscheidend sind.